# Trial de Sant Llorenç 1972
L'edició de 1972 del Trial de Sant Llorenç fou la 6a d'aquesta prova, organitzada pel Motor Club Terrassa. El trial era la quarta prova del Campionat d'Europa d'aquell any i tingué lloc el 5 de març pels voltants de Sant Llorenç del Munt, amb sortida a Matadepera, Vallès Occidental. Hi participaren 107 pilots, els quals hagueren de superar 24 zones repartides al llarg d'un recorregut que calia completar 2 vegades.
La prova, marcada per una pluja persistent, tenia el centre organitzatiu al Pla de Sant Llorenç del Munt, on hi havia la sortida i arribada dels participants.

## Classificació
| Posició | Pilot            | Motocicleta | Punts |
| ------- | ---------------- | ----------- | ----- |
| 1       | Mick Andrews     | OSSA        | 80,1  |
| 2       | Martin Lampkin   | Bultaco     | 106,2 |
| 3       | Ignasi Bultó     | Bultaco     | 108,1 |
| 4       | Rob Edwards      | Montesa     | 108,7 |
| 5       | Malcolm Rathmell | Bultaco     | 110,9 |
| 6       | Rob Shepherd     | Montesa     | 113,9 |
| 7       | Alan Lampkin     | Bultaco     | 115,6 |
| 8       | David Thorpe     | OSSA        | 119,3 |
| 9       | Ulf Karlson      | Montesa     | 119,4 |
| 10      | Geoff Chandler   | Bultaco     | 125,6 |